# Kubushiro Ochimi

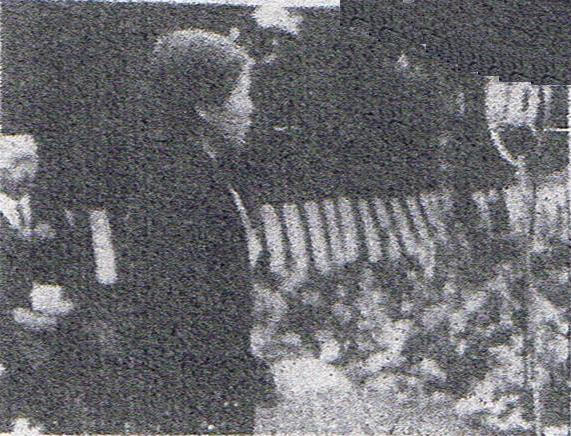
Ansprache 1940

Kubushiro Ochimi (japanisch 久布白 落実; geb. 16. Dezember 1882 in der Präfektur Kumamoto; gest. 23. Oktober 1972) war eine japanische Kämpferin für die Rechte der Frauen.

## Leben und Werk
Kubushiro Ochimi wurde als Tochter des christlichen Geistlichen Ōkubo Shinjirō (大久保 真次郎) geboren. Sie machte 1903 ihren Schulabschluss am „Joshi gakuin“ (女子学院), einer Presbyter-Oberschule in Tōkyō. Im selben Jahr ging sie mit ihren Eltern in die USA, wo sie eine Schule besuchte. 1910 heiratete sie den Geistlichen Kuboshiro Naokatsu (久布白 直勝). 1916 schloss sie sich der „Fujin kyōfūkai“ (婦人矯風会) an, dem japanischen Zweig der amerikanischen Woman’s Christian Temperance Union an, die von ihrer Großtante Yajima Kajiko (1833–1925) geführt wurde. Dort setzte sie sich vor allem für die Abschaffung der Prostitution in Japan ein.
Als Mitglied der „Fujin sansei kakutoku kisei dōmei“ (婦人参政権獲得期成同盟) – „Verband zur Erlangung des Frauenstimmrechts“ – war sie eine der Hauptorganisatoren der ersten „Zenkoku Nihon fusen taikai“ (全国日本婦選大会), des ersten „Kongresses der Frauen ganz Japans“ im Jahr 1930.
1957 besuchte Kubushiro als Vertreterin der japanischen Frauenbewegung China. 1971 wurde sie Ehrenvorsitzende der „Fujin kyōfūkai“. Sie wurde mit der Ehrenmedaille am blauen Band und mit der dritten Verdienstklasse des Orden des Heiligen Schatzes ausgezeichnet.
Zu Kubushiros Publikationen gehören Das Leben von Yajima Kajiko (矢島楫子伝) und die Autobiographie Der Weg zur Abschaffung der Prostitution (廃娼ひとすじ; Haishō hitosuji).